# Limor Magen Telem

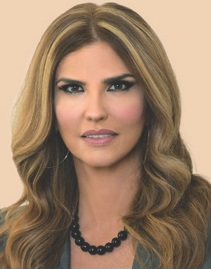
Limor Magen-Telem

Limor Magen Telem é uma política israelita. Ela é actualmente membro do Knesset pelo partido Yisrael Beiteinu.

## Biografia
Ela foi colocada em nono lugar na lista do Yisrael Beiteinu para as eleições de 2021. Embora o partido tenha conquistado apenas oito cadeiras, ela entrou no Knesset no dia 15 de junho de 2021 como substituta de Oded Forer, depois de ele ter sido nomeado para o governo e ter, consequentemente, renunciado ao Knesset.